# 스튜

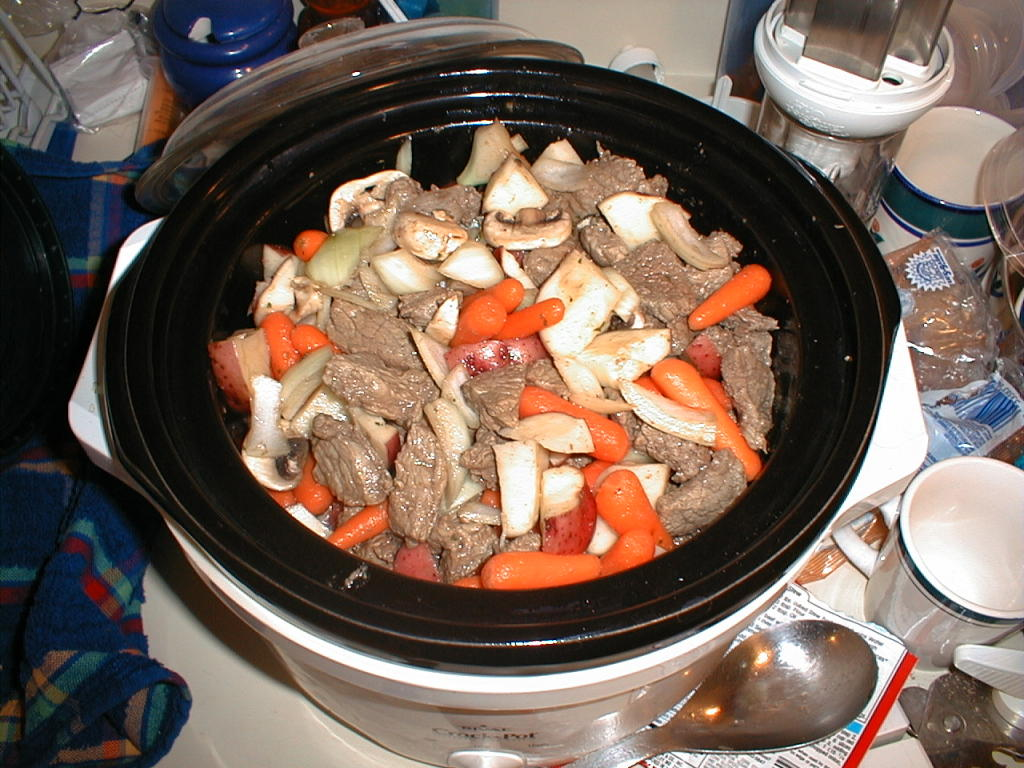
쇠고기 스튜.

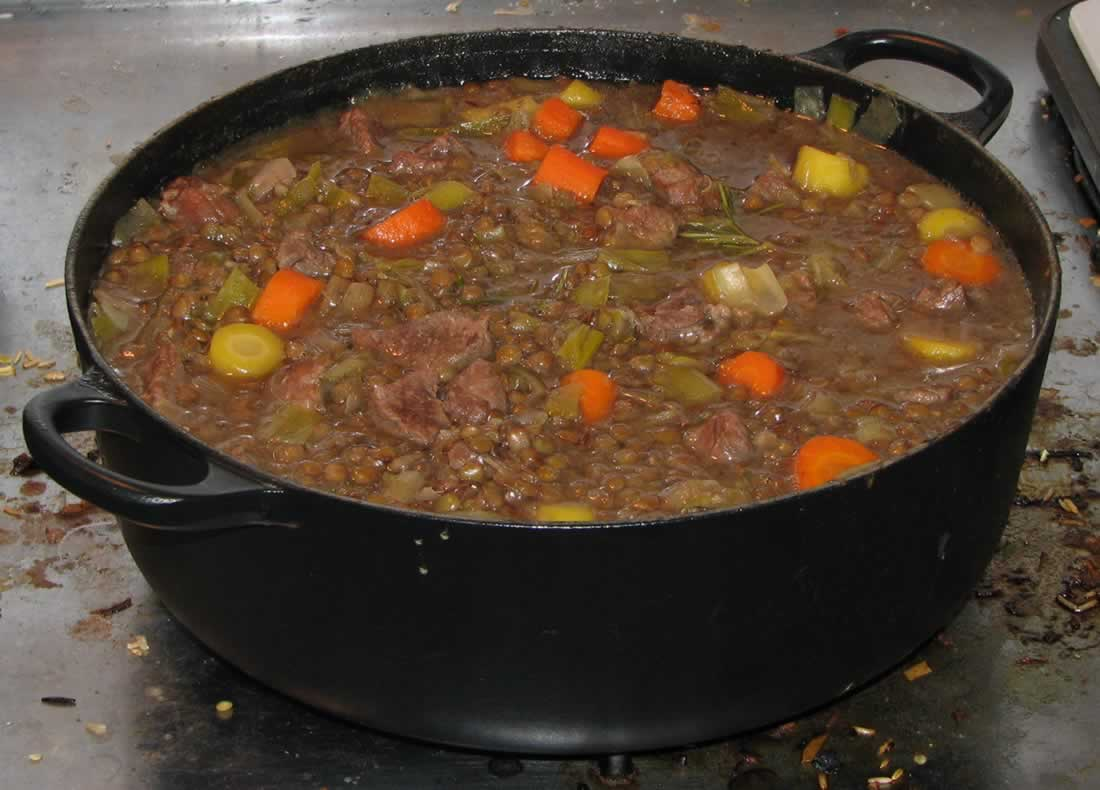
양고기 스튜.

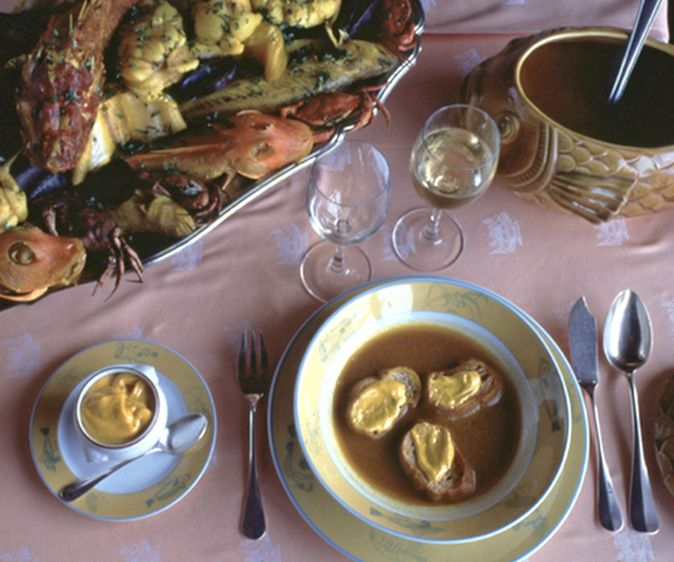
마르세유의 전통적인 부야베스는 스프와 별도로 제공된다.

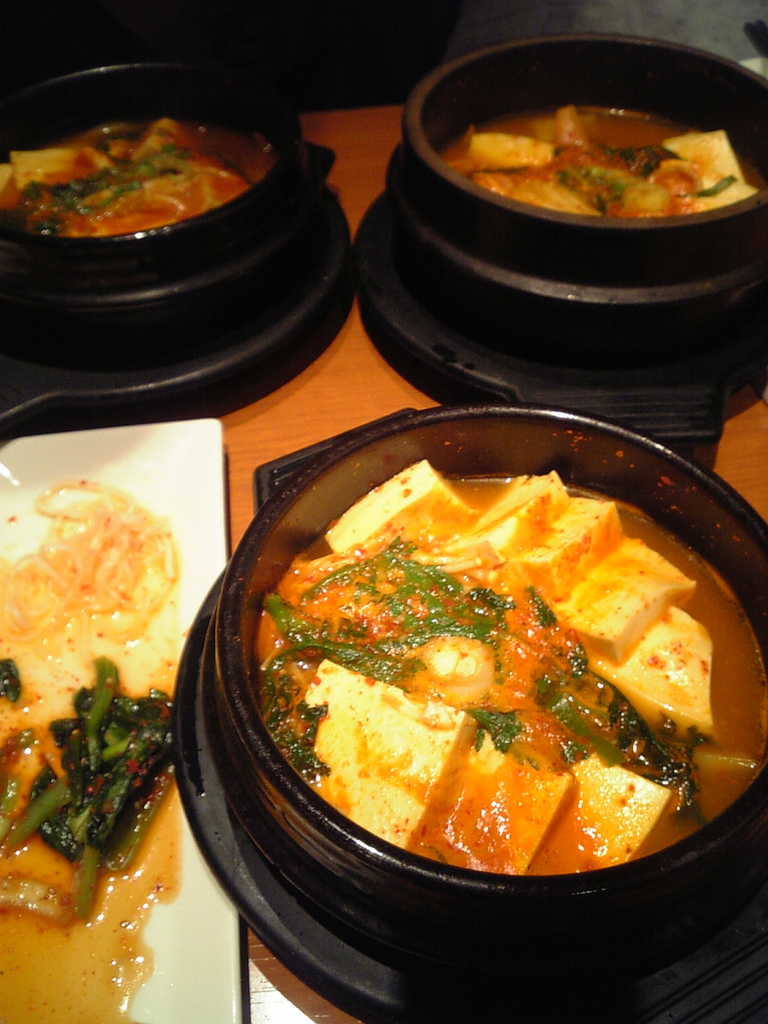
두부찌개.

스튜(영어: stew)는 물과 여러 식재료를 섞어서 만드는 수프와 흡사한 요리 형태로 부글부글 끓여서 널따란 접시에 내놓는 요리이다. 숟가락에서 흘러내리는 걸쭉하고 특이한 모습이 사람들의 관심을 끌었다.

## 재료
채소의 경우에는 감자나 콩, 토마토 등을 사용하며, 이외에 가금류, 소시지, 해산물에 이르기까지 여러 분야의 재료가 많이 쓰인다. 포도주나 맥주와도 같이 먹는데 여러 향신료로 맛을 더한다. 스튜는 대개 낮은 온도에서 계속 끓여서 익힌다.
수프와 스튜의 차이가 있다면 수프에 비해 스튜의 속재료는 상당히 크게 잘라 넣으며 각 재료의 향이 유지된다는 것이다. 또한 스튜는 질감이 걸쭉해서 애피타이저보다는 주메뉴로 먹는 경우가 많다. 다만 굴 스튜만은 수프처럼 조금 덜 걸쭉하다.
스튜는 오랫동안 끓이기 때문에 수분이 오래도록 유지되면서 각 재료가 갖고 있는 고유의 수분이나 향이 배어나게 된다. 때문에 싼 가격에도 맛있는 맛을 즐길 수 있으며 고기를 넣을 경우 특유의 젤라틴 성분도 파괴되지 않고 쉽게 고기가 익게 된다.
계속 끓일수록 걸쭉해지는데 밀가루 종류를 넣기 때문에 그러한 현상이 더 심해지기도 한다.

## 역사
스튜는 선사 시대부터 여러 형태로 존재해 왔으며 고대 토기 형태에 이어 그릇에 담아 먹게 됐다. 헤로도투스는 스키타이 사람들이 기원전 8-4세기에 살코기를 넣어서 물과 섞어 끓여 먹는다고 적고 있다.
선사 부족들이 스튜를 먹는다는 증거는 아마존강 인근에서 거주하는 부족들이 거북이 등이나 여러 뼈를 우려서 먹는 것을 보고 알 수 있다. 부족 사람들은 물이 끓을 때 재료를 넣으며 8천 년 전부터 인류가 이러한 형태의 음식을 먹는다는 고고학적 증거를 찾을 수 있다.
창세기에서는 에서가 야곱에게 죽 한 사발 때문에 상속권을 팔았다고 적어놓고 있기도 하다.
양고기나 생선으로 요리하는 요리법은 로마 요리에도 나타나 있으며 가장 오래된 요리책 중의 하나인 Le Viandier에는 요리사 타이방(Taillevent)이 쓴 여러 종류의 스튜를 적어놓고 있다.
헝가리 요리 종류 중 하나는 구야시는 고대 유목을 하면서부터 존재했으며 18세기가 넘어서는 파프리카를 넣기 시작했다.

## 스튜의 종류
육류를 넣은 스튜나 그냥 끓여낸 스튜 등 여러 종류가 있으며 양고기나 가금류 고기를 많이 넣는다. 갈색빛이 도는 스튜는 육고기를 넣거나 밀가루, 포도주를 넣어서 요리한다. 여러 나라에 따라 식재료나 형태에 따라 달라진다. 서양에서는 한민족의 찌개 문화를 스튜의 일종으로 보기도 한다.
- 땅콩 스튜: 고기 또는 생선과 채소를 토마토와 땅콩 버터로 맛을 낸 국물에 익혀 내는 서아프리카식 스튜 또는 소스
- 콩 스튜: 콩을 스튜한 음식

## 같이 보기
- 브레이징
- 캐서롤
- 커리
- 훠궈
- 나베모노
- 영원한 스튜
- 국